# Línea 172 (EMT Madrid)
La línea 172 de la EMT de Madrid une la Glorieta del Mar de Cristal con la sede de Telefónica, limitando su recorrido a Las Tablas los sábados, domingos y festivos.

## Características
La línea 172 comenzó a prestar servicio en octubre de 2003 como un servicio especial con el recorrido Mar de Cristal - Sanchinarro, que adoptó su numeración actual en abril de 2004. Posteriormente, en noviembre de 2005 se amplió hasta Las Tablas, siendo dos años después ampliada de nuevo hasta la sede de Telefónica.
El 13 de marzo de 2017, la línea sufrió una modificación de su recorrido en Las Tablas, dentro de la reorganización de la red en esa zona, que también trajo consigo cambios en la línea 176 y la creación de la línea 175. En la actualidad, conecta entre sí la sede de Telefónica (de lunes a viernes laborables), Las Tablas, Sanchinarro, Hortaleza y Mar de Cristal.
Su codificación a efectos internos los sábados, domingos y festivos es 372.

### Frecuencias
| Lunes a viernes laborables       |               |
| De 6:00 a 7:00                   | 12-20 minutos |
| De 7:00 a 19:00                  | 13-17 minutos |
| De 19:00 a 23:00                 | 16-20 minutos |
| Sábados laborables               |               |
| De 6:00 a 11:00                  | 20-25 minutos |
| De 11:00 a 22ː00                 | 20 minutos    |
| De 22:00 a 23:00                 | 20-30 minutos |
| Domingos y festivos              |               |
| De 7:00 a 11:00 De 22:00 a 23:00 | 20-30 minutos |
| De 11:00 a 22:00                 | 20 minutos    |

### Material asignado
Scania Castrosua New City GNC

## Recorrido y paradas

### Sentido Las Tablas / Telefónica
Nota: Las paradas resaltadas en azul tienen servicio solo de lunes a viernes laborables.
| Código | Parada                                               | Común con   | Conexiones con Metro     | Otros |
| ------ | ---------------------------------------------------- | ----------- | ------------------------ | ----- |
| 4603   | MAR DE CRISTAL                                       |             | Mar de Cristal           |       |
| 480    | Sandro Pertini                                       | 87 120 125  |                          |       |
| 481    | Valdetorres de Jarama-Sandro Pertini                 | 120 125     |                          |       |
| 483    | Valdetorres de Jarama-Ángel Luis Herrán              | 120 125     |                          |       |
| 485    | Valdetorres de Jarama-Rogelio Muñoz                  | 120 125     |                          |       |
| 487    | Santos de la Humosa                                  | 120 125     |                          |       |
| 4931   | San Luis-Santos de la Humosa                         | 107 125     |                          |       |
| 1844   | San Luis-Solsona                                     | 107 125     |                          |       |
| 1842   | Colonia Pinar del Rey                                | 107 125     |                          |       |
| 5338   | San Luis-Estación Hortaleza                          | 107 125     |                          |       |
| 5411   | Estación Hortaleza-Virgen del Carmen                 |             |                          |       |
| 5413   | Estación Hortaleza-Chaves Nogales                    |             |                          |       |
| 5415   | Estación Hortaleza-Polideportivo                     |             |                          |       |
| 5417   | Alcalá Zamora-Antonio Saura                          |             |                          |       |
| 5400   | Pi y Margall-Alcalá Zamora                           | 174 BR1     |                          |       |
| 5255   | Pi y Margall-Príncipe Carlos                         | 174 BR1     |                          |       |
| 5402   | Alcalde Moreno Torres                                | 174 BR1     |                          |       |
| 51060  | Ingeniero Emilio Herrera-Princesa Éboli              |             |                          |       |
| 5419   | Príncipe Carlos-Ingeniero Herrera                    |             |                          |       |
| 5421   | Metro Blasco Ibáñez                                  |             | Blasco Ibáñez            |       |
| 5927   | Niceto Alcalá Zamora-Ana de Austria                  | 170 173 BR1 |                          |       |
| 5928   | Niceto Alcalá Zamora-María Tudor                     | 170 BR1     |                          |       |
| 5865   | Sauceda-Abetal                                       | T61         |                          |       |
| 5867   | Sauceda-Azul                                         | T61         |                          |       |
| 4488   | Valcarlos-Puente La Reina                            |             |                          |       |
| 4490   | Camino de Santiago-Valcarlos                         |             |                          |       |
| 3869   | Camino de Santiago-Atapuerca                         | 176         |                          |       |
| 3775   | Camino de Santiago-San Juan de Ortega                | SE833       |                          |       |
| 3773   | Camino de Santiago-San Millán Cogolla                | SE833       |                          |       |
| 4513   | Metro Las Tablas                                     | 175 SE833   | Las Tablas               |       |
| 402    | Camino de Santiago-Palas de Rey                      | 175 176     |                          |       |
| 3767   | Monte del Gozo                                       | 170 T61     |                          |       |
| 3765   | Ronda Comunicación-Edificio Oeste 2                  | T61         |                          |       |
| 3763   | Ronda Comunicación-Edificio Norte 1                  | T61         | Ronda de la Comunicación |       |
| 5872   | TELEFÓNICA (Ronda de la Comunicación-Edificio Norte) | T61         |                          |       |

### Sentido Mar de Cristal
Nota: La parada resaltada en azul tiene servicio solo de lunes a viernes laborables.
| Código | Parada                                               | Común con   | Conexiones con Metro     | Otros |
| ------ | ---------------------------------------------------- | ----------- | ------------------------ | ----- |
| 5872   | TELEFÓNICA (Ronda de la Comunicación-Edificio Norte) | T61         | Ronda de la Comunicación |       |
| 5864   | Ronda Comunicación-Edificio Central                  | T61         |                          |       |
| 3766   | LAS TABLAS                                           | 170 T61     |                          |       |
| 4493   | Metro Las Tablas                                     | 175 176     | Las Tablas               |       |
| 3796   | Metro Las Tablas                                     | 175 SE833   | Las Tablas               |       |
| 4492   | Camino de Santiago-San Millán Cogolla                | SE833       |                          |       |
| 3774   | Camino de Santiago-San Juan de Ortega                | SE833       |                          |       |
| 3776   | Camino de Santiago-Atapuerca                         |             |                          |       |
| 4491   | Camino de Santiago-Valcarlos                         |             |                          |       |
| 4489   | Valcarlos-Puente La Reina                            |             |                          |       |
| 5868   | Sauceda-Azul                                         | T61         |                          |       |
| 5866   | Sauceda-Abetal                                       | T61         |                          |       |
| 5850   | Alcalá Zamora-María Tudor                            | 170 BR1     |                          |       |
| 5426   | Ana de Austria-Alcalá Zamora                         | 173 BR1     |                          |       |
| 5427   | Metro Blasco Ibáñez                                  |             | Blasco Ibáñez            |       |
| 5420   | Príncipe Carlos-Ingeniero Herrera                    |             |                          |       |
| 51059  | Ingeniero Emilio Herrera-Princesa Éboli              |             |                          |       |
| 5921   | Francisco Pi y Margall-Alcalde Moreno Torres         | 174 BR1     |                          |       |
| 5397   | Pi y Margall-Príncipe Carlos                         | 170 174 BR1 |                          |       |
| 5399   | Pi y Margall-Alcalá Zamora                           | 170 174 BR1 |                          |       |
| 5418   | Alcalá Zamora-Antonio Saura                          |             |                          |       |
| 5416   | Estación Hortaleza-Polideportivo                     |             |                          |       |
| 5414   | Estación Hortaleza-Chaves Nogales                    |             |                          |       |
| 5412   | Estación Hortaleza-Virgen del Carmen                 |             |                          |       |
| 5337   | San Luis-Estación Hortaleza                          | 107 125     |                          |       |
| 1841   | Colonia Pinar del Rey                                | 107 125     |                          |       |
| 1843   | San Luis-Solsona                                     | 107 125     |                          |       |
| 1845   | San Luis-Santos de la Humosa                         | 107 125     |                          |       |
| 2892   | Santos de la Humosa                                  | 120 125     |                          |       |
| 486    | Valdetorres de Jarama-Rogelio Muñoz                  | 120 125     |                          |       |
| 484    | Valdetorres de Jarama-Ángel Luis Herrán              | 120 125     |                          |       |
| 482    | Valdetorres de Jarama-Sandro Pertini                 | 120 125     |                          |       |
| 489    | Arequipa                                             | 87 120 125  |                          |       |
| 4599   | Mar de Cristal (solo descenso)                       | 87 120      | Mar de Cristal           |       |
| 4603   | MAR DE CRISTAL                                       |             | Mar de Cristal           |       |

## Galería de imágenes

Mapa de la estación de Mar de Cristal con los accesos al Metro y los recorridos de los autobuses de la EMT que pasan por ella, entre los que se encuentra la línea 172.
Mapa de la estación de Las Tablas con los accesos al Metro y los recorridos de los autobuses de la EMT que pasan por ella, entre los que se encuentra la línea 172.